# Radicale verlichting
Radicale verlichting was een stroming binnen de Verlichting die op kwam vanaf de vroege jaren 1770 in de vorm van een golf van subversieve literatuur met een heel nieuw revolutionair bewustzijn dat verkondigde dat vrijheid alleen gebaseerd dient te zijn op het natuurrecht als universeel principe en dat de instemming van het volk de enige bron van legitimiteit is in de politiek.
Vrijheid volgens de radicale verlichters wordt principieel niet verkregen door de traditionele handhaving van oorkonden als de Magna Carta, precedenten en privileges uit het verleden zoals de conservatieve verlichters voorhielden maar alleen billijkheid, rede en vrijheid kunnen de grondslag vormen voor constitutionele principes, rationele wetten en integer bestuur. Voor de radicalen zoals Baron d’Holbach en Thomas Paine waren die traditionele grondslagen niet relevant, erger nog: nadelig voor de meerderheid.
Vanaf de verschijning van Essai sur les préjugés van d’Holbach die deze stellingname duidelijk vertolkte, werd ze als een bedreiging gezien voor het hele institutionele bouwwerk van Europa’s ancien régime. Het Essai stelde dat het verbazingwekkende feit dat de volken zich zomaar laten uitbuiten, beroven en bereid zijn te vechten in zinloze oorlogen ter wille van dynastieke graaiers allereerst te verklaren is uit bijgeloof en onnozele gelovigheid, waardoor het denken van de mensen beneveld wordt met ‘dwalingen’ waardoor de grootste onderdrukker verandert in een ‘godheid’.

## Radicale verlichters
Hiertoe worden o.a. gerekend:
- Baron d’Holbach
- Thomas Paine
- Denis Diderot
- Claude Adrien Helvétius
- Adam Weishaupt
- Adolph von Knigge
- Johann Georg Adam Forster
- Abbé de Mably
- Guillaume-Thomas François Raynal
- Richard Price
- Joseph Priestley
- Rutger Jan Schimmelpenninck
- Friedrich Melchior Grimm
- Baruch Spinoza
- Adriaen Koerbagh

## Conservatieve verlichters
Hiertoe worden o.a. gerekend:
- Jean le Rond d'Alembert
- Voltaire
- Immanuel Kant
- Edmund Burke
- Adam Ferguson